# 라벤더 오일

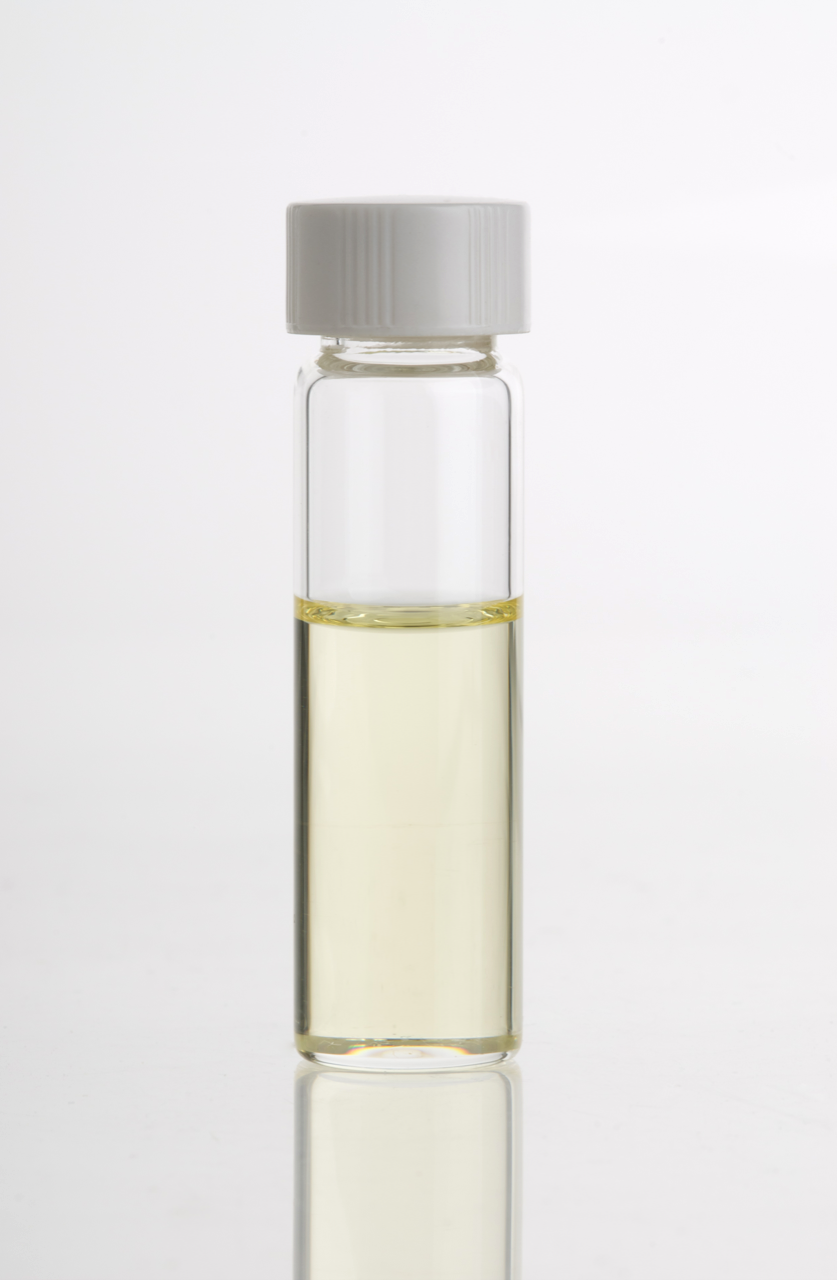

라벤더 오일(Lavender oil) 또는 라벤더 기름은 특정 라벤더속 종들의 꽃 스파이크를 증류하여 얻은 에센셜 오일이다. 전 세계적으로 다양한 향과 품질을 지닌 400종 이상의 라벤더가 있다. 라벤더 오일은 두 가지 형태로 구분된다. 라벤더 꽃 오일은 무색 오일이며 물에 불용성이며 밀도는 0.885g/mL이다. 라벤더 스파이크 오일(Lavandula latifolia 허브의 증류액)은 밀도가 0.905g/mL이다. 모든 에센셜 오일과 마찬가지로 이는 순수한 화합물이 아니다. 이는 리날룰과 리날릴 아세테이트를 포함한 식물화학물질의 복잡한 혼합물이다.